# Плиев, Султан Хадисович
Султан Хадисович Плиев (ингуш. Пхьиленаькъан Хадиса Султан; 19 августа [1 сентября] 1910, Назрань, Терская область — 22 марта 1989) — советский общественный и государственный деятель, председатель Сунженского райисполкома, депутат Верховного совета Чечено-Ингушской АССР 4-го созыва.

## Биография
Родился 19 августа 1910 года в городе Назрань Назрановского округа Терской области в семье купца. В 1930 году Плиев окончил Ингушский педтехникум в городе Орджоникидзе. С мая 1930 года по январь 1932 год он работал сначала преподавателем курсов советского актива, затем инспектором Ингушского ОблОНО в Орджоникидзе. В 1934 году поступил, а в 1937 году окончил аспирантуру Горского научно-исследовательского института им. Кирова в городе Ростове-на-Дону. Работал на различных партийных и хозяйственных должностях. Плиев избирался депутатом в Советы на следующих выборах: в 1961 г. в Петропавловский Горсовет депутатов трудящихся Казахской ССР, в 1964—1971 годах (по созывам) в Верховный совет ЧИАССР 4-го созыва.

## Награды
- два ордена «Знак Почёта»
- медали, в том числе:
  - «За доблестный труд в Великой Отечественной войне»
  - «За освоение целинных земель»
  - «За доблестный труд в ознаменование 100-летия со дня рождения В. И. Ленина».

## Память
- Именем Султана Плиева назван Дом отдыха «Мужичи»[3], расположенный в Сунженском районе Ингушетии, между селами Галашки и Мужичи.
- Именем Султана Плиева названы улицы в:
  - посёлке городского типа Орджоникидзевская, Сунженского района Ингушетии
  - селении Плиево, Назрановского района Ингушетии